# Lista meczów reprezentacji Anglii w piłce nożnej mężczyzn prowadzonej przez Kevina Keegana

## Oficjalne międzynarodowe spotkania
| Nr | Przeciwnik | Miejsce            | Data                 | Impreza                             | Wynik     |
| -- | ---------- | ------------------ | -------------------- | ----------------------------------- | --------- |
| 1  | Polska     | Londyn             | 27 marca 1999        | eliminacje Mistrzostw Europy        | 3:1 (2:1) |
| 2  | Węgry      | Budapeszt          | 28 kwietnia 1999     | mecz towarzyski                     | 1:1 (0:1) |
| 3  | Szwecja    | Londyn             | 5 czerwca 1999       | eliminacje Mistrzostw Europy        | 0:0       |
| 4  | Bułgaria   | Sofia              | 9 czerwca 1999       | eliminacje Mistrzostw Europy        | 1:1 (1:1) |
| 5  | Luksemburg | Londyn             | 4 września 1999      | eliminacje Mistrzostw Europy        | 6:0 (5:0) |
| 6  | Polska     | Warszawa           | 8 września 1999      | eliminacje Mistrzostw Europy        | 0:0       |
| 7  | Belgia     | Sunderland         | 10 października 1999 | mecz towarzyski                     | 2:1 (1:1) |
| 8  | Szkocja    | Glasgow            | 13 listopada 1999    | eliminacje Mistrzostw Europy, baraż | 2:0 (2:0) |
| 9  | Szkocja    | Londyn             | 17 listopada 1999    | eliminacje Mistrzostw Europy, baraż | 0:1 (0:1) |
| 10 | Argentyna  | Londyn             | 23 lutego 2000       | mecz towarzyski                     | 0:0       |
| 11 | Brazylia   | Londyn             | 27 maja 2000         | mecz towarzyski                     | 1:1 (1:1) |
| 12 | Ukraina    | Londyn             | 31 maja 2000         | mecz towarzyski                     | 2:0 (1:0) |
| 13 | Malta      | Ta’ Qali           | 3 czerwca 2000       | mecz towarzyski                     | 2:1 (1:1) |
| 14 | Portugalia | Eindhoven Holandia | 12 czerwca 2000      | finały Mistrzostw Europy            | 2:3 (2:2) |
| 15 | Niemcy     | Charleroi Belgia   | 17 czerwca 2000      | finały Mistrzostw Europy            | 1:0 (0:0) |
| 16 | Rumunia    | Charleroi Belgia   | 20 czerwca 2000      | finały Mistrzostw Europy            | 2:3 (2:1) |
| 17 | Francja    | Paryż              | 2 września 2000      | mecz towarzyski                     | 1:1 (0:0) |
| 18 | Niemcy     | Londyn             | 7 października 2000  | eliminacje Mistrzostw Świata        | 0:1 (0:1) |

Bilans
|                 | zwycięstwa | remisy | porażki |
| ogółem          | 7          | 7      | 4       |
| dom             | 4          | 3      | 2       |
| wyjazd          | 2          | 4      | 0       |
| neutralny teren | 1          | 0      | 2       |

|                 | strzelone | stracone |
| ogółem          | 26        | 15       |
| dom             | 14        | 5        |
| wyjazd          | 7         | 4        |
| neutralny teren | 5         | 6        |